# Römstedt
Römstedt ist eine Gemeinde inmitten der Lüneburger Heide im Landkreis Uelzen, Niedersachsen. Die Gemeinde Römstedt gehört zur Samtgemeinde Bevensen-Ebstorf.

## Gemeindegliederung
Die Gemeinde Römstedt besteht aus den Ortschaften Drögennottorf, Masbrock, Havekost, Niendorf I und Römstedt.

## Eingemeindungen
Am 1. Juli 1972 wurden die Gemeinden Drögennottorf, Masbrock und Niendorf I eingegliedert.

## Politik

### Gemeinderat
Der Rat der Gemeinde Römstedt setzt sich aus neun Mitgliedern zusammen. Die Ratsmitglieder werden durch eine Kommunalwahl für jeweils fünf Jahre gewählt.
Bei der Kommunalwahl 2021 ergab sich folgende Sitzverteilung:
- Wählergemeinschaft Römstedt (WGR): 9 Sitze

### Bürgermeister/Verwaltung
Der Bürgermeister ist Matthias König (Wählergemeinschaft) (seit 2021). Die Gemeindeverwaltung befindet sich in der Göhrdestraße 11.

### Wappen
Die Wappenbeschreibung lautet: Im silber – grün mit Pfropfenschnitt (fünf Pfropfen) schräglinks geteilten Schilde oben ein rotes Zirkelschlagkreuz, unten ein schräglinks gelegter silberner Feuerhaken.

## Kultur und Sehenswürdigkeiten
Die evangelisch-lutherische Matthäus-Kirche liegt im Zentrum des Dorfes. Die Kirche wurde nach dem Evangelisten Matthäus benannt. Sie gibt es vermutlich schon seit dem 13. Jahrhundert, wo sie wohl von den ansässigen Adelsgeschlechtern als Burg- und Schlosskapelle errichtet wurde. In der Geschichte wurde die Kirche oft renoviert und vergrößert. Die Matthäus-Kirche verfügt über eine Furtwängler-Orgel, zwei Kirchenglocken und eine Figur eines Schmerzensmanns.
Zur Kirchengemeinde Römstedt gehören neben Römstedt die Ortschaften Gollern, Havekost, Masbrock, Höver und Niendorf. Im Jahre 1545 wurde die Reformation eingeführt. Zu der Kirche gehört ein Friedhof, der am nördlichen Ortsrand liegt.

## Söhne und Töchter der Gemeinde
- Wilhelm Schulze (1861–1958), Schmied, Landmaschinenfabrikant, erlernte das Schmiedehandwerk in der Römstedter Schmiede bei seinem Vater Heinrich Christoph Schulze (1835–1898), baute seit 1885 die Römstedter Schmiede zur Bevenser Maschinenfabrik A. G. (Produktion von Dreschmaschinen) aus und gründete 1909 das Standardwerk Wilhelm Schulze in Hannover.[4]
- Wilhelm Lüdeke (1897–1974), seit 1936 Lehrer, Organist und Heimatforscher in Römstedt, 1962 pensioniert[5]
- Jörg Sievers (* 1965), ehemaliger Fußballtorhüter bei Hannover 96.